# Ahnna Rasch
Ahnna Rasch, född 30 april 1969 i Lund, är en svensk skådespelare

## Filmografi (urval)
- 1985 – Jane Horney (TV-serie)
- 1996 – Vänner och fiender (TV-serie)
- 1996 – En fyra för tre (TV-serie; gästroll)
- 2000 – The Party
- 2013 – LFO